# Generiek geneesmiddel
Een generiek geneesmiddel (in Vlaanderen meestal generisch geneesmiddel) is een geneesmiddel dat dezelfde werkzame stof of stoffen bevat als een oorspronkelijk op de markt gebracht merkgeneesmiddel; eenzelfde werking als die van het origineel is dus te verwachten en principieel vereist. Het wordt geproduceerd door een andere fabrikant dan het bedrijf dat het oorspronkelijke merk heeft ontwikkeld. Het generiek mag pas op de markt gebracht worden ná het verlopen van het octrooi op het oorspronkelijke merkgeneesmiddel.
Gewoonlijk is een generiek veel goedkoper dan het originele merkgeneesmiddel, omdat de fabrikant geen ontwikkelingskosten meer hoeft te maken. Uit concurrentie-overwegingen verlaagt de fabrikant van het oorspronkelijke merk vervolgens vaak de prijzen van zijn product tot ongeveer het niveau van het concurrerende generiek, of komt hij zelf met een eigen generiek. Is het generieke geneesmiddel commercieel erg aantrekkelijk, dan komen er meerdere generieken van verschillende fabrikanten op de markt. Ongeacht de fabrikant krijgt iedere generiek dezelfde naam, die overeenkomt met de werkzame stof(fen).

## Ontwikkeling van nieuwe geneesmiddelen
Een farmaceutisch bedrijf dat een nieuw geneesmiddel ontwikkelt vraagt hiervoor vrijwel altijd een octrooi (patent) aan. Dit geeft een wettelijke bescherming gedurende meestal 20 of 25 jaar; gedurende deze tijd mag niemand anders het product maken - behalve met goedkeuring van de octrooihouder. Een van de oogmerken van een octrooi is om het bedrijf toe te laten de zeer hoge kosten (honderden miljoenen) van onderzoek en ontwikkeling van nieuwe geneesmiddelen te laten terugverdienen.

## Ontwikkeling van generieke geneesmiddelen
Als de looptijd van het octrooi voorbij is, vervalt dit verbod en mogen andere bedrijven de stof produceren en het geneesmiddel onder een andere naam op de markt brengen.
De ontwikkeling van een generiek geneesmiddel is veel eenvoudiger dan de ontwikkeling van een nieuw geneesmiddel omdat er alleen een toedieningsvorm ontwikkeld hoeft te worden; de werkzame stof is immers al ontwikkeld door de oorspronkelijke patenthouder.
Bovendien is de ontwikkeling van een generiek product minder risicovol voor de producent omdat deze niet hoeft te investeren in jarenlange studies waarvan de uitkomst onzeker is.
Door de lagere ontwikkelingskosten en het lagere financiële risico voor de producent zijn generieke geneesmiddelen normaal veel goedkoper dan het oorspronkelijke merkgeneesmiddel, bij een gelijke werkzaamheid.

### Dossierbescherming
Voordat een nieuw generiek geneesmiddel kan worden geregistreerd in Europese landen, moet ook de periode van dossierbescherming zijn afgelopen. Dossierbescherming is ingevoerd in 1987 en was onder de Europese richtlijn 2001/83/EG 6 of 10 jaar.

De periode van dossierbescherming is 6 jaar in de volgende landen: Oostenrijk, Denemarken, Finland, Griekenland, Ierland, Portugal, Spanje, Noorwegen en IJsland. Deze periode is ook aanvaard door de 12 'nieuwe lidstaten'. België, Duitsland, Frankrijk, Italië, Luxemburg, Nederland, Zweden en het Verenigd Koninkrijk.

De richtlijn voorziet ook in een 10 jaar beschermingsperiode voor producten die geregistreerd zijn via de zogenaamde centrale procedure.
In de review 2001 is bepaald dat deze periode van 6 of 10 jaar is veranderd in de zogenaamde 8+2+1 formule. Artikel 10(1) van richtlijn 2001/83/EG bepaalt nu dat een generiek geneesmiddel pas kan worden geregistreerd als het referentieproduct minstens 8 jaar is geregistreerd. De eerste subparagraaf van dit artikel bepaalt vervolgens dat het generieke middel pas na 10 jaar na registratie van het innovatieve geneesmiddel op de markt mag worden gebracht, welke periode in de derde subparagraaf met maximaal 1 jaar kan worden verlengd indien de innovator in de eerste 8 jaar een nieuwe therapeutische indicatie op zijn middel heeft geregistreerd.
Anno 2008 verloopt in Nederland de dossierbescherming na 10 jaar.

### Bio-equivalent
Om als volwaardig alternatief voor het originele geneesmiddel in aanmerking te komen moet het generieke middel "bio-equivalent" zijn aan het originele, dat wil zeggen dezelfde werkzame stof hebben in dezelfde sterkte, onder dezelfde vorm en in dezelfde toedieningswijze, en bij gebruik van een gelijke dosis aanleiding geven tot dezelfde concentraties in het organisme.
De toedieningsvorm en de exacte samenstelling van het generieke product, mogen afwijken van het origineel: een producent van generieke geneesmiddelen heeft de vrijheid om andere hulpstoffen te kiezen zolang die de bio-equivalentie niet beïnvloeden. In Nederland moet het generieke middel wel dezelfde toedieningsvorm hebben als het oorspronkelijke product.
Generieke geneesmiddelen zouden equivalent moeten zijn aan de oorspronkelijke merkgeneesmiddelen, maar in de praktijk kunnen zij soms nét wat anders werken dan het originele product. Ook tussen generieke geneesmiddelen met dezelfde werkzame stof kunnen onderling verschillen zitten. Het verschil kan zitten in de snelheid waarmee het medicament in de bloedsomloop wordt opgenomen, maar ook het aantal of de ernst van de bijwerkingen kan erg verschillen. De verschillen zouden kunnen worden verklaard door het gebruik van andere hulpstoffen. Ook in de wetenschappelijke literatuur wordt wel melding gemaakt van verschillen in de biologische beschikbaarheid tussen generieken.
In Nederland is een aantal (19) stoffen vrijgesteld van bio-equivalentieonderzoek. De registratie-autoriteit gaat er namelijk van uit dat, indien deze stoffen in een conventionele farmaceutische vorm (bijvoorbeeld een tablet of capsule die de werkzame stof in één keer geheel afgeeft) worden verwerkt, er geen problemen met de bio-equivalentie zijn te verwachten.

## Situatie in België
Om in België door het RIZIV aanvaard te worden als generisch geneesmiddel zijn er vier vereisten:
1. het dossier van het originele middel wordt niet langer beschermd door data exclusiviteit
2. het octrooi van het originele middel is vervallen
3. het generische middel moet bio-equivalent zijn aan het originele middel
4. de prijs van het generisch middel is minstens een bepaald percentage lager dan die van het origineel (30 % vanaf 1 juli 2005).

Om het gebruik van generische middelen te bevorderen en de uitgaven in de ziekteverzekering te drukken is in België op 1 juni 2001 het zogenoemde referentieterugbetalingssysteem ingevoerd. Hierin wordt voor originele geneesmiddelen waarvoor een generiek alternatief beschikbaar is, de vergoedingsbasis verminderd - met 30 % (vanaf 1 juli 2005; daarvoor was het 26 %, sinds 1 januari 2003). Dit betekent dat als een arts het duurdere originele middel in plaats van het goedkope generische middel voorschrijft de patiënt het prijsverschil zelf moet betalen.

## Situatie in Nederland
In Nederland wordt een geneesmiddel erkend door het College ter Beoordeling van Geneesmiddelen (CBG) als generiek geneesmiddel wanneer het aan drie eisen voldoet:
1. het dossier van het originele middel wordt niet langer beschermd door data exclusiviteit
2. het octrooi van het originele middel is vervallen
3. het generieke middel moet bio-equivalent zijn aan het originele middel.

### Geneesmiddelenconvenant
In Nederland zijn verkopers van generieke geneesmiddelen vrij om hun eigen verkoopprijs vast te stellen. In 2004 heeft toenmalig minister Hans Hoogervorst met de organisaties Zorgverzekeraars Nederland, de KNMP (Koninklijke Nederlandse Maatschappij ter bevordering der Pharmacie, de beroepsorganisatie voor apothekers), en de Bogin (de Bond van de Generieke Geneesmiddelenindustrie in Nederland), het zogenaamde geneesmiddelenconvenant afgesloten. Op 1 januari 2005 trad ook de organisatie voor de innovatieve geneesmiddelenindustrie in Nederland, NEFARMA, toe. Het geneesmiddelenconvenant was een afspraak om op de kosten voor de uitgaven voor geneesmiddelen in Nederland te bezuinigen. Voor 2005 was een besparing van 685 miljoen afgesproken. Deze kostenbesparing moest worden bereikt onder andere door een prijsverlaging van gemiddeld 40 % af te spreken. Niet alle aanbieders van geneesmiddelen zijn gebonden door dit convenant, omdat niet alle fabrikanten aangesloten zijn bij de Bogin. Het geneesmiddelenconvenant liep af in 2007. 

### Transitieakkoord
Per januari 2008 is er een nieuwe afspraak: het transitieakkoord. In dit akkoord is afgesproken om 10 % extra korting te geven op de geneesmiddelen. Door dit akkoord wordt een besparing van 340 miljoen in 2008 en 456 miljoen voor 2009 voorzien.
In verband met de uitbreiding van het preferentiebeleid, heeft Bogin het transitieakkoord opgezegd op 14 mei 2008. Dit gebeurde 1 dag na het vonnis van de rechtbank te Breda, waarin Bogin in het ongelijk werd gesteld jegens de zorgverzekeraars Menzis en UVIT.

## Spelers op de generieke markt
Bedrijven die gespecialiseerd zijn in generische geneesmiddelen (productie en/of distributie) zijn o.a.:
- Eurogenerics
- Omega Pharma
- Sandoz (onderdeel van Novartis)
- Synthon

Er zijn tegenwoordig zeer vele generische geneesmiddelen voorhanden; slechts één voorbeeld: naast het antidepressivum Prozac van fabrikant Eli Lilly, met als werkzame stof fluoxetine, zijn o.a. verkrijgbaar Docfluoxetine van Docpharma, Fluoxetine Teva van Teva Generics, Fluoxemed van EthiMed, Fluoxetop van Topgen, Prosimed van 3DDD Pharma, enz.